# Upwelling
Fenomenul oceanografic de upwelling se referă la mișcarea compensatorie a apei dense și reci din adânc, mai bogată în nutrienți, spre suprafață, înlocuind apa, caldă și lipsită de nutrienți, dislocuită de acțiunea vântului costier.
Mișcarea duce la reîmprospătarea concentrației de nutrienți necesari producției biologice. În consecință, principalele regiuni piscicole la nivel mondial sunt asociate cu aceste ecosisteme.

## Mecanism
Aportul ascendent de mase de apă rece din adânc se produce în cazurile în care vântul bate spre larg (offshore) sau în situațiile în care vântul acționează asupra curenților longitudinali de țărm și a curenților oceanici care se deplasează paralel cu țărmul (ex.: Coasta Peru, Coasta Canarelor), astfel încât sub influența forței Coriolis transportul Ekman deviază către larg apele de suprafață. Producerea fenomenului de upwelling în sezonul cald este semnalizat de o scădere bruscă și consistentă a temperaturii orizontului superior al apei (ex. aproximativ 5 – 10 °C în 1-2 zile), însoțit adesea de apariția ceții. Pe lângă condițiile favorabile de vânt, manifestarea upwelling-ului este condiționată de configurația batimetrică și stratificația termică a apei.

## Tipuri
Sunt cunoscute următoarele tipuri de upwelling: costier, ecuatorial, specific Oceanului Sudic. Upwelling-ul costier este cel mai bine studiat datorită accesibilității și importanței pe care o are asupra modificării temporare a climatului local, a industriei piscicole, și a turismului.